# 生産量
生産量（せいさんりょう）とは、経済学用語の一つ。これは国内で生産活動が行われている産業において、そこで生み出された生産物の量のことを言う。これは日本政府によって統計が行われている事柄であり、産業や作物ごとの生産量に関するデータが公表されている。生産量に関するデータは国内のみならず、世界規模でも収集されており、日本での生産量を各国との生産量と比較したデータも公表されている。